# San Jose Mercury News
San Jose Mercury News su američke dnevne novine, koje od osnutka 1851. kontinuirano izlaze u San Jose-u. 
Vlasnik Mercury Newsa (kako se novine zovu u svakodnevnom govoru) je MediaNews Group.
Sjedište Mercury Newsa se nalazi pored autoceste Nimitz, na sjeveru San Jose-a.
Mercury News posjeduje dvije Pulitzerove nagrade.

## Vanjske poveznice
- Službena stranica (engl.)